# Noritake Takahara
Noritake Takahara (jap. 高原 敬武, Takahara Noritake; * 6. Juni 1951 in Tokio) ist ein ehemaliger japanischer Autorennfahrer.

## Karriere
Takahara begann seine Karriere 1969 mit einem Honda S800 in der japanischen Tourenwagenmeisterschaft. In den frühen 1970er Jahren fuhr er diverse Fabrikate von March in der japanischen Formel-2-Meisterschaft. 1973 kam er nach Europa und ging für GRD in der europäischen Formel-2-Meisterschaft an den Start.
1974 kehrte Takahara nach Japan zurück und stieg in die japanische Sportwagenmeisterschaft ein. 1976 dann der Höhepunkt in der Karriere des Japaners. Zum dritten Mal in Folge wurde er Gesamtsieger in der Sportwagenmeisterschaft und gehen die harte Konkurrenz von Masahiro Hasemi und Kazuyoshi Hoshino, den Spitzenfahrern Japans 1976, gewann er auch die Gesamtwertung der Formel-2-Meisterschaft. Als Krönung folgte der erste Auftritt bei einem Formel-1-Grand-Prix. In Fuji gab er sein Debüt beim Großen Preis von Japan in einem Werks-Surtees TS19. Das Rennen, das vom Duell um den Titel zwischen James Hunt und Niki Lauda geprägt war, beendete Takahara mit drei Runden Rückstand auf den Sieger Mario Andretti im Lotus 77 als Neunter.
1977 übernahm er zum Ärger von Hasemi dessen Cockpit im Werks-Kojima. Er startete erneut bei seinem Heim-Grand-Prix in Fuji. Im Rennen hatte er eine Kollision mit Mario Andretti, die den Wagen so schwer beschädigte, dass er das Rennen aufgeben musste.
Takahara blieb bis in die 1980er Jahre als Rennfahrer aktiv, der Formelsport blieb seine Priorität.

## Statistik

### Statistik in der Automobil-Weltmeisterschaft
Diese Statistik umfasst alle Teilnahmen des Fahrers an der Formel-1-Weltmeisterschaft, die bis 1980 als Automobil-Weltmeisterschaft bezeichnet wurde.

#### Gesamtübersicht
| Saison | Team               | Chassis      | Motor                    | Rennen | Siege | Zweiter | Dritter | Poles | schn. Runden | Punkte | WM-Pos. |
| ------ | ------------------ | ------------ | ------------------------ | ------ | ----- | ------- | ------- | ----- | ------------ | ------ | ------- |
| 1976   | Surtees            | Surtees TS19 | Ford Cosworth DFV 3.0 V8 | 1      | –     | –       | –       | –     | –            | –      | NC      |
| 1977   | Kojima Engineering | Kojima KE007 | Ford Cosworth DFV 3.0 V8 | 1      | –     | –       | –       | –     | –            | –      | NC      |

#### Einzelergebnisse
| Saison | 1 | 2 | 3 | 4 | 5 | 6 | 7 | 8 | 9 | 10 | 11 | 12 | 13 | 14 | 15 | 16  | 17 |
| ------ | - | - | - | - | - | - | - | - | - | -- | -- | -- | -- | -- | -- | --- | -- |
| 1976   |   |   |   |   |   |   |   |   |   |    |    |    |    |    |    |     |    |
|        |   |   |   |   |   |   |   |   |   |    |    |    |    |    | 9  |     |    |
| 1977   |   |   |   |   |   |   |   |   |   |    |    |    |    |    |    |     |    |
|        |   |   |   |   |   |   |   |   |   |    |    |    |    |    |    | DNF |    |

| Legende  | Legende            | Legende                                                          |
| Farbe    | Abkürzung          | Bedeutung                                                        |
| -------- | ------------------ | ---------------------------------------------------------------- |
| Gold     | –                  | Sieg                                                             |
| Silber   | –                  | 2. Platz                                                         |
| Bronze   | –                  | 3. Platz                                                         |
| Grün     | –                  | Platzierung in den Punkten                                       |
| Blau     | –                  | Klassifiziert außerhalb der Punkteränge                          |
| Violett  | DNF                | Rennen nicht beendet (did not finish)                            |
| Violett  | NC                 | nicht klassifiziert (not classified)                             |
| Rot      | DNQ                | nicht qualifiziert (did not qualify)                             |
| Rot      | DNPQ               | in Vorqualifikation gescheitert (did not pre-qualify)            |
| Schwarz  | DSQ                | disqualifiziert (disqualified)                                   |
| Weiß     | DNS                | nicht am Start (did not start)                                   |
| Weiß     | WD                 | zurückgezogen (withdrawn)                                        |
| Hellblau | PO                 | nur am Training teilgenommen (practiced only)                    |
| Hellblau | TD                 | Freitags-Testfahrer (test driver)                                |
| ohne     | DNP                | nicht am Training teilgenommen (did not practice)                |
| ohne     | INJ                | verletzt oder krank (injured)                                    |
| ohne     | EX                 | ausgeschlossen (excluded)                                        |
| ohne     | DNA                | nicht erschienen (did not arrive)                                |
| ohne     | C                  | Rennen abgesagt (cancelled)                                      |
| ohne     | keine WM-Teilnahme |                                                                  |
| sonstige | P/fett             | Pole-Position                                                    |
| sonstige | 1/2/3/4/5/6/7/8    | Punktplatzierung im Sprint-/Qualifikationsrennen                 |
| sonstige | SR/kursiv          | Schnellste Rennrunde                                             |
| sonstige | *                  | nicht im Ziel, aufgrund der zurückgelegten Distanz aber gewertet |
| sonstige | ()                 | Streichresultate                                                 |
| sonstige | unterstrichen      | Führender in der Gesamtwertung                                   |

### Einzelergebnisse in der Sportwagen-Weltmeisterschaft
| Saison | Team         | Rennwagen   | 1   | 2   | 3   | 4   | 5   | 6   | 7   | 8   | 9   | 10  | 11  |
| ------ | ------------ | ----------- | --- | --- | --- | --- | --- | --- | --- | --- | --- | --- | --- |
| 1984   | Alpha Racing | Renoma 84C  | MON | SIL | LEM | NÜR | BRH | MOS | SPA | IMO | FUJ | KYA | SAN |
| 1984   | Alpha Racing | Renoma 84C  |     |     |     |     |     | DNF |     |     |     |     |     |
| 1985   | Alpha Racing | Porsche 956 | MUG | MON | SIL | LEM | HOK | MOS | SPA | BRH | FUJ | SEL |     |
| 1985   | Alpha Racing | Porsche 956 |     |     |     |     |     | DNF |     |     |     |     |     |
| 1986   | Alpha Racing | Porsche 956 | MON | SIL | LEM | NÜN | BRH | JER | NÜR | SPA | FUJ |     |     |
| 1986   | Alpha Racing | Porsche 956 |     |     |     |     |     | 12  |     |     |     |     |     |